# Horn (Limburg)

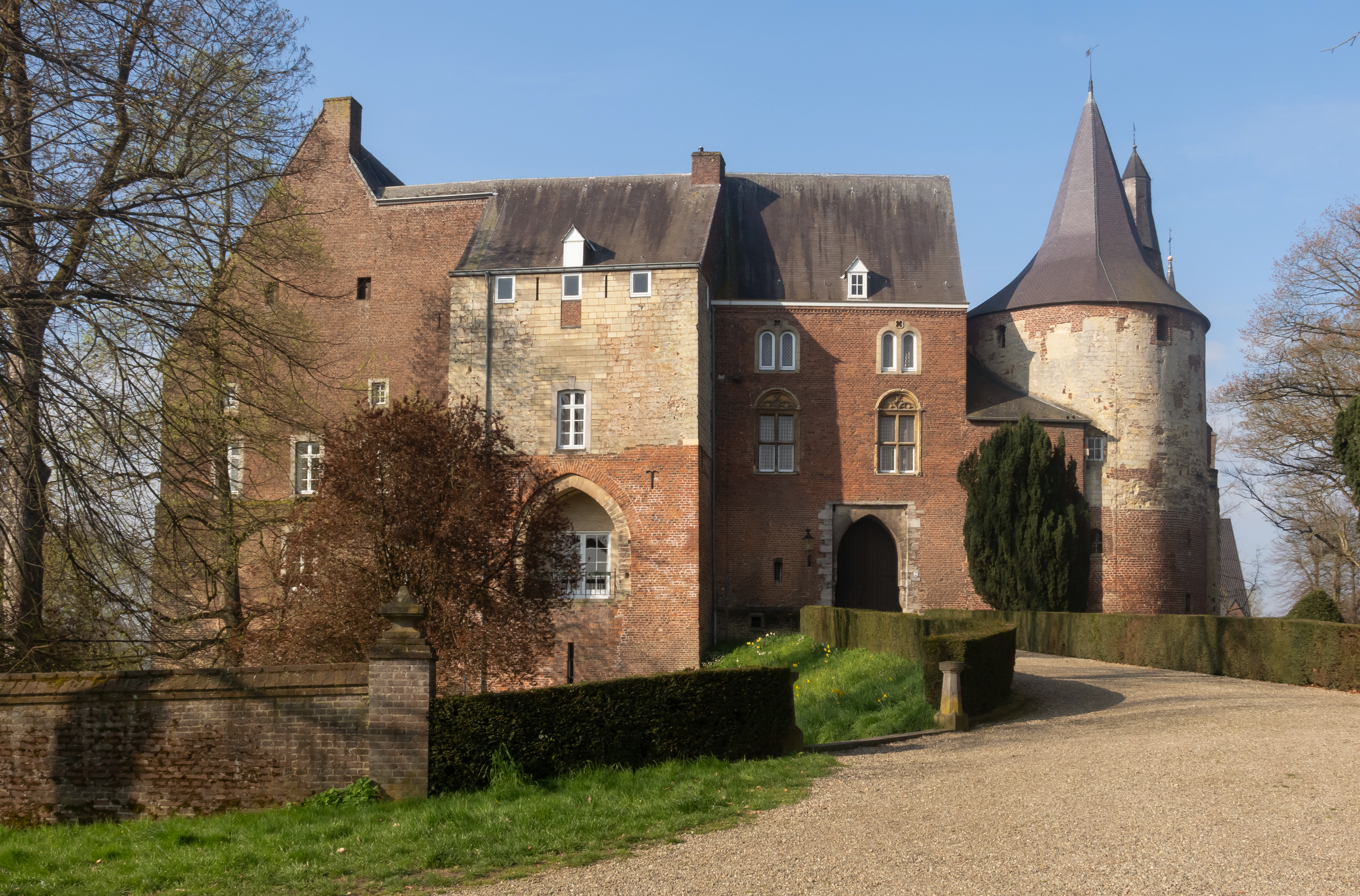
Schloss Horn

Horn ist ein Kirchdorf in der Gemeinde Leudal der niederländischen Provinz Limburg. Es liegt am Maasufer auf der linken Maasseite, gegenüber von Roermond an der Maasbrücke der Nationalstraße N 280. Horn hat 3.765 Einwohner (Stand 1. Januar 2024).
Horn ist eine alte Siedlung, die bereits im Jahr 1102 als Hurne erwähnt worden ist. Aus demselben Jahrhundert sind die Schreibweisen Hurnen, Hornin und Horne bekannt. Der Name geht vermutlich auf das germanische Hornjôn zurück, das eine Erhebung in einer morastigen Landschaft bezeichnet. Im 15. Jahrhundert war Horn eine Grafschaft, die einen großen Teil der heutigen Gemeinde Leudal umfasste (→ Grafschaft Hoorn).
Das bekannteste Gebäude des Orts ist die Burg Horn, die auf das 10. oder 11. Jahrhundert zurückgeht und ursprünglich Raubrittern diente, die Zoll vom Schiffsverkehr auf der Maas kassierten. Die Burg wird immer noch bewohnt von einer Familie, die sie 1789 gekauft hat.

## Söhne und Töchter des Ortes
- Han Buhrs (* 1955), Vokalist und Komponist
- Steve Wijler (* 1996), Bogenschütze